# Королевство Сербия (Средневековье)
Короле́вство Се́рбия (серб. Краљевина Србија) — сербское королевство под властью династии Неманичей. Образовалось на месте Рашки в 1217 году, в 1346 году было преобразовано в царство. Период королевства стал временем расцвета средневековой Сербии.

## История

### Правление Стефана Первовенчанного
Стремясь укрепить положение Сербии и добиться признания её независимости, Стефан упорно добивался получения короны от римского папы. Он пошёл на сближение с римской курией, а также сблизился с Венецией, обладавшей значительным политическим влиянием в Европе и на Ближнем Востоке. В 1217 году папа Гонорий III даровал Стефану королевский титул. Этот шаг Стефана не привёл к переходу Сербии в католицизм.
Коронация Стефана открыла новую эпоху в истории сербской государственности и ознаменовала появление Королевства Сербия. Следующим шагом Стефана стало достижение независимости сербской церкви. Он воспользовался ослаблением Латинской империи, борьбой против неё Никейской империи и Болгарии. Соперничество между Никейской патриархией и Охридской архиепископией, которой в церковном отношении подчинялась Рашка, помогло Стефану 15 августа 1219 года получить от никейского Вселенского патриарха Мануила признание автокефалии сербского архиепископства. Брат короля Растко, ушедший в монахи и известный как Святой Савва, в 1219 году был посвящён в Никее в архиепископы, а его преемники могли избираться в самой Сербии.
Благодаря этому в Сербии была создана самостоятельная православная церковь с сербской церковной иерархией и богослужением на славянском языке. Будучи умным политиком и образованным проповедником, Савва добился перехода в православие многих приверженцев богомильской ереси, особенно среди представителей властелы (феодалов). При Савве было основано семь новых епископств, а центром архиепископства стал построенный в это время монастырь Жича (у слияния Ибара с Западной Моравой), которому король Стефан даровал обширные земельные владения. Коронация Стефана вызвала резко негативную реакцию венгерского короля Андраша II, который стал готовиться к войне. Однако оппозиционные настроения значительной части венгерского дворянства не позволили ему начать боевые действия, а после прибытия сербского посольства во главе с братом Стефана Саввой отношения между двумя странами нормализовались.
После признания автокефалии сербского архиепископства по всей стране началось массовое строительство церквей, произошел подъём культуры. Возросшие потребности в богослужебных книгах активизировали деятельность переписчиков и переводчиков. Сербская редакция церковнославянского языка была провозглашена официальной и стала подвергаться дальнейшей кодификации. Церкви удалось добиться введения единых норм правописания и подготовки священников в областях, находившихся под её юрисдикцией.
Во второй половине XII века современники описывали Сербию как труднодоступную, покрытую лесом страну, которую населяли воинственные пастухи. В XIII веке экономический облик страны стал быстро меняться. Стремительно росло население страны, в плодородных землях основывались новые населённые пункты, строились новые монастыри с большими и развитыми хозяйствами. Древние реликтовые леса были прорежены, в горах были построены рудники, близ которых появлялись новые населённые пункты.
Приобретение Сербией независимости и её территориальное расширение способствовало развитию феодальных отношений и укреплению позиций дворянства. Сербская знать — властела, получила крупные земельные владения, и, со временем, стала влиять на политическую жизнь в стране, позволяя себе усомниться в королевской власти. Особенно наглядно это проявилось после смерти Стефана Первовенчанного.

### Правление Радослава, Владислав и Уроша I

#### Стефан Радослав
Король Стефан умер в 1227 году. Незадолго до смерти он принял монашеский постриг под именем Симон. Его наследником был старший сын Радослав. Он правил страной вплоть до 1234 года и находился под большим влиянием своего тестя — эпирского деспота Феодора Комнина. Ещё большее влияние на Радослава имела его жена Анна Комнина. Он настолько привык прислушиваться к её мнению, что в средневековых сербских хрониках Анну именовали «новой Далидой». Сербский историк Владимир Чорович писал, что Радослав во многом ассоциировал себя с греческими правителями и не гордился принадлежностью к династии Неманичей.
После поражения Феодора Комнина от болгарского царя Ивана Асена II позиции Радослава в Сербии серьезно ослабли и часть знати подняла против него восстание, выдвинув в качестве кандидата на престол Стефана Владислава. Несколько месяцев Радославу удавалось сохранять власть, но осенью того же года он бежал из страны. При посредничестве Саввы братья смогли договориться — Радослав отрекся от престола в пользу брата и смог вернуться в Сербию.

#### Стефан Владислав I
После этого Владислав смог заняться обустройством страны и укреплением её внешнеполитических позиций. Первые шаги к этому были сделаны ещё в 1235 году, когда был подписан договор о торговых привилегиях с Дубровником. Взамен дубровчане обязались не принимать у себя врагов короля и не допускать у себя организации враждебных Сербии действий. Владислав был тесно связан с болгарским царем. Будучи женатым на его дочери Белославе, он поддерживал с ним прочный союз. Некоторые историки предполагали, что он даже признал сюзеренитет Болгарии над Сербией. Таким образом, если при Радославе страна опиралась на Эпир, то Владислав обеспечил ей поддержку Болгарии, чей царь Иван Асен II в это время был наиболее могущественным правителем на Балканах.
Позиции Владислава сильно пошатнулись после смерти Ивана Асена II, ситуацию также усугубило монгольское вторжение. Орды Батыя, возвращавшиеся в Прикаспийские степи, разорили страну. Недовольное болгарским влиянием дворянство перешло на сторону Уроша — младшего (сводного) брата Владислава. Весной 1243 года Владислав был вынужден отречься от престола в пользу Уроша. Желько Файфрич предположил, что Урош сломил сопротивление брата довольно быстро и некоторое время удерживал его в заточении. Однако королева Белослава не смирилась с переворотом и укрепилась в Рагузе, откуда возглавляла оппозицию Урошу. Династический кризис завершился быстро — братья вскоре смогли договориться. Урош проявил благородство к Владиславу и дал ему в управление Зету, а также разрешил пользоваться королевским титулом. О действительных причинах конфликта между братьями не сохранилось достоверных сведений. Желько Файфрич отмечал, что большинство историков утрату власти Владиславом связывают со смертью болгарского царя и вторжением монголов потому, что они произошли незадолго до передачи власти Урошу.

#### Стефан Урош I
Взойдя на престол, Стефан Урош активно занимался внешней политикой, стараясь расширить свои владения и укрепить позиции страны на международной арене. В его предпочтениях в дипломатии значительную роль играла его супруга Елена, родственница сицилийского короля Карла.
Ослабление южных и восточных соседей Сербии в результате монгольского нашествия позволило Урошу сконцентрироваться на подчинении западного Захумья и защите границ с Венгерским королевством. В 1252 году сербский король вступил в конфликт с Дубровником, который окончился в 1254 году подписанием мирного договора. В обмен на право вести международную торговлю Дубровник обязался платить сербскому королю 2000 золотых монет в год. Кроме того, город отказывался от податей с католического населения Сербии, которые отныне собирал епископ Бара. Во время этой войны Урош также серьезно ослабил влияние местных династий в Захумье и Зете, чьи владения были сокращены в пользу короля.

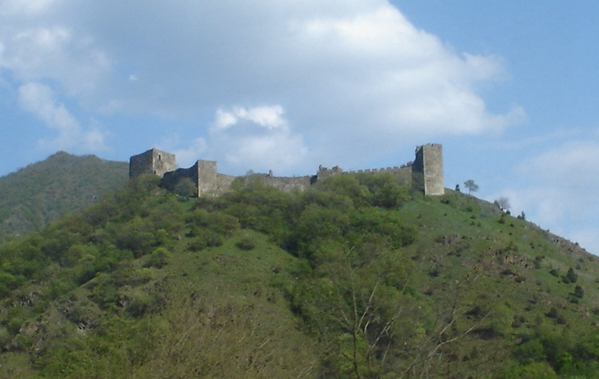
Крепость Маглич, построенная Стефаном Урошем I

Непосредственно после окончания войны с Дубровником Урош начал боевые действия против греков в Македонии. Сербским войскам удалось занять Скопье, Прилеп и Кишево. Спустя несколько лет новый император Никеи Михаил VIII Палеолог в 1261 году восстановил Византийскую империю и сумел отвоевать часть Македонии. Видя его успехи, Стефан Урош оставил занятые города и увел войско в Сербию.

Балканы и Малая Азия в 1265 году

После войны в Македонии Урош был вовлечен в борьбу венгров с чехами, будучи союзником венгерского короля Белы IV. Сын Уроша Драгутин женился на венгерской принцессе Екатерине, дочери принца Иштвана. Граница между Венгрией и Сербией в то время проходила, вероятно, к северу от Западной Моравы близ Равны. В 1268 году Урош решил воспользоваться масштабным конфликтом между королем Белой и его сыном Иштваном и с войском вторгся в принадлежащую венграм Мачву, однако после первоначальных успехов был разбит местным баном Белой Ростиславичем, который получил подкрепление от короля Белы, и попал в плен. Венгры освободили Уроша под гарантии, что его сын Драгутин, женатый на венгерской принцессе Екатерине, получит больше власти в стране и сможет влиять на государственные дела. С тех пор в документах Драгутин именуется «младшим королем». Некоторые историки, в том числе Сима Чиркович, считают, что брак Драгутина с Екатериной был заключен именно после этих событий, а не до вторжения Уроша в Мачву.
Около 1268 года Урош I решил покончить с зависимостью от Венгрии и сблизиться с недавно восстановленной Византийской империей. Им были начаты переговоры с императором Михаилом VIII о свадьбе Анны Палеолог (дочери императора) и Милутина. В следующем году ко двору сербского короля прибила византийская делегация, которую Урош заверил, что править Сербией будет именно Милутин, так как послы отказывались договориться о браке не с престолонаследником. По мнению сербского историка Желько Файфрича, Урош сообщил послам, что его старший сын Драгутин болен и потому не способен править страной. Однако византийское посольство, прибывшее ко двору Уроша, убедилось, что Драгутин здоров. Кроме того, они были разочарованы скромностью королевского дворца. В итоге, договор о браке был расторгнут.
Отношения между Сербией и Византией серьезно испортились после того, как восшедший на сицилийский престол в 1266 году граф Прованса Карл Анжуйский вознамерился восстановить Латинскую империю и предпринял дипломатические усилия, чтобы создать антивизантийскую коалицию. В 1273 или даже в 1272 году Урош под влиянием своей жены Елены Анжуйской примкнул к этой коалиции, рассчитывая увеличить свои владения за счет Византии. Среди его союзников оказались король Сицилии, ахейский князь, эпирский деспот, болгарский царь и правитель Фессалии Иоанн Дука, чья дочь Елена была выдана за младшего сына Уроша Милутина. Однако до войны между Урошем и Михаилом Палеологом не дошло, так как Византия сумела нанести упреждающий удар в Албании, значительно укрепив свои позиции в этом регионе.
Правление Стефана Уроша стало временем активного экономического развития страны. С его разрешения в Сербии стали селиться саксонские рудокопы (серб. Саси), бежавшие из Трансильвании от монголо-татар. В массово возводимых рудниках они добывали золото, серебро, свинец, олово и т. д. Они обладали самоуправлением («саксонские привилегии»), уплачивая налог в королевскую казну. По данным Симы Чирковича, началом переселения саксонских рудокопов в Сербию стоит считать период между 1241 и 1250 гг.
Возле рудников создавались новые города. Их благосостояние во многом зависело от залежей руд и от того, насколько легкой были их добыча и обработка. Вскоре в горном деле и поддержании жизни рудников и новых городов оказались задействованы местные жители-сербы, которые спустя некоторое время ассимилировали саксонцев. Развитие металлургии подстегнуло рост торговли, а также позволило Урошу начать чеканку собственной серебряной монеты.

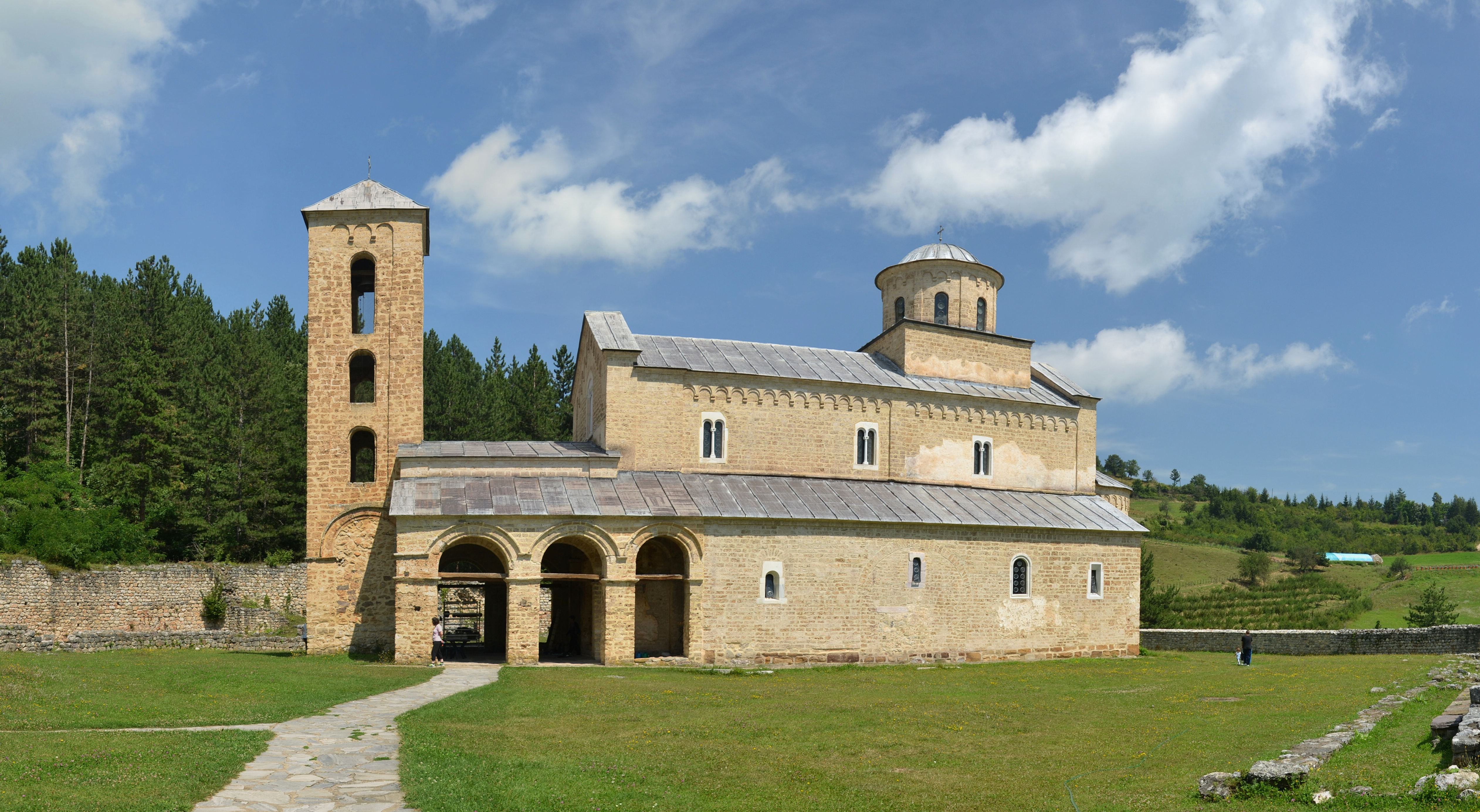
Монастырь Сопочаны, построенный Стефаном Урошем I

В целях централизации власти в королевстве Стефан Урош не стал выделять уделы своим сыновьям. Старший из них, Драгутин, оставаясь при королевском дворе, при поддержке своего тестя, венгерского короля Иштвана V, стремился, однако, получить себе в управление часть королевства. По мнению Симы Чирковича, это было одним из условий освобождения Уроша из венгерского плена в 1268 году. Несмотря на постоянные требования сына и давление со стороны Венгрии, Урош длительное время отказывался выделить Драгутину удел в правление. В очередной раз Драгутин поднял этот вопрос непосредственно после войны с Дубровником в 1275 году. Стефан Урош вновь ответил отказом.
В 1276 году Драгутин начал восстание. С той частью сербского дворянства, что выступила на его стороне, он прибыл в Венгрию и попросил там помощи в войне против отца. Пополнив свое войско венгерскими и половецкими отрядами, Драгутин вторгся в Сербию. В битве близ города Гацко армия Уроша была разбита. Сербский хронист так писал об этих событиях:
И так как между ними был великий бой в земле, именуемой Гацко, сын одолел родителя и взял его престол силой. И когда стал править на престоле отца в земле сербской, стал звать себя благочестивым, христолюбивым, самодержавным всей сербской, поморской, подунайской и сремской земли королем Стефаном.
После поражения в битве Урош отрекся от престола и постригся в монахи в монастыре Сопочаны, где скончался в 1277 году.

### Королевство на рубеже XIII—XIV вв.

#### Стефан Драгутин
Придя к власти, Драгутин под давлением со стороны дворянства был вынужден выделить своей матери Елене в управление обширную территорию, включавшую в себя Зету, Травунию и часть побережья, в том числе Конавлию и Цавтат. Его младший брат, Милутин, женился на дочери фессалийского правителя Иоанна Дуки Ангела и жил при дворе своей матери в Шкодере. В этой ситуации правители на местах стали обретать все большую автономию, что всерьез угрожало целостности государства.

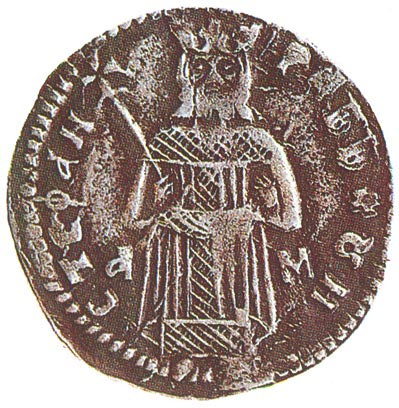
Динар король Драгутина

Внешняя политика Драгутин была осторожной и опиралась, в основном, на Венгерское королевство. Он также заключил новый договор с Дубровником и поддерживал хорошие отношения с Венецией. Драгутин остался верным союзу с Карлом Анжуйским, стремясь возродить ликвидированную греками в 1261 году Латинскую империю. Альянс был оформлен еще Стефаном Урошем и был поддержан после его отречения королевой Еленой. Однако в то же время византийский император Михаил VIII после смерти короля Венгрии Белы IV сумел добиться сближения с венграми. В результате Драгутин за шесть лет своего правления не предпринял никаких серьезных шагов против Византии, ограничившись небольшим вторжением в 1281 году . Эта его политика, по мнению ряда историков, стала главной причиной его падения. В 1281 году небольшие сербские отряды вошли в византийские пределы и заняли несколько областей. Однако вскоре византийцы смогли разбить войска Карла Анжуйского и занять часть албанских территорий, а затем двинулись против сербов. Узнав об этом, Драгутин отозвал свои войска из византийских владений, но противник вслед за ними вошел в Сербию и разорил земли до Липляна. Вскоре сербы остались одни на один против Византии, так как в 1282 году «Сицилийская вечерня» положила конец амбициям Карла Анжуйского на Балканах.
В том же 1282 году Драгутин упал с лошади и сломал ногу. Источники сообщают, что травма была настолько серьезной, что имелись опасения за жизнь короля (вероятно, произошло заражение раны или даже гангрена). По сведениям архиепископа Даниила II («Жизнь Святого Стефана Драгутина»), Драгутин созвал собор в Дежеве, на котором, в связи с состоянием здоровья, отрекся от престола в пользу своего младшего брата Милутина. Подробные данные о ходе съезда не сохранились и известны только из более поздних источников Сербии и Византии. Сомнения исследователей вызывает тот факт, что Драгутин огласил немедленное отречение, не принимая даже попыток образовать регентский совет и дождаться результатов своего лечения. Согласно большинству ученых, съезд в Дежеве был созван по инициативе сербской властелы, недовольной политикой короля и поражениями от византийцев, и травма была лишь предлогом к смещению Драгутина. Они ссылаются на Даниила II, писавшего, что у Драгутина возникли серьезные трудности, приведшие к созыву съезда знати. Хотя текст не дает объяснений о сути затруднений, ученые полагают, что предпосылкой отречения короля было мощное восстание. Его причины неизвестны, поскольку в источниках не отражены. Вероятно, Милутин не участвовал в съезде, и движущей силой событий в Дежеве была аристократия, полагавшая, что новым королём будет легче манипулировать.
В результате Драгутин передал власть над центральной Сербией брату, но сохранил земли на севере страны, в Среме. Видимо, он отказался и от королевского титула, хотя уверенности в этом нет. Согласно Мавроматису, на съезде в Дежеве произошло фактическое разделение государства и появление двух королевств — Сербского и Сремского. Отдельным поводом для споров является вопрос о престолонаследии. В некоторых византийских источниках упомянуто, что сын Драгутина Владислав был назначен преемником Милутина. Мавроматис считает эти сведения ошибочными, по его словам, съезд в Дежеве не решал вопрос о преемственности. По мнению сербского историка Желько Файфрича, Драгутин не верил своему брату и, опасаясь за свою жизнь, выбрал себе в удел земли, граничившие с Венгерским королевством, на которое мог опереться в случае конфликта с Милутином.

#### Стефан Урош II Милутин

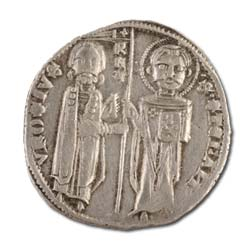
Динар короля Милутина

Милутин стал королем в сложный для страны момент. С одной стороны, его поддерживала большая часть властелы, жаждавшая активной внешней политики и завоеваний. С другой, Сербия была втянута в войну с Византией в рамках заключенного с Карлом Анжуйским союза. Однако вскоре во владениях Карла произошло восстание, получившее название Сицилийская вечерня. Византия оказала финансовую помощь королю Арагона и графу Барселоны Педро III Великому, чем вынудила Карла I Анжуйского изменить планы, бросив все силы на подавление восстания. Милутин не сразу узнал о сложном положении Карла, и, выполняя союзнический долг, непосредственно после восшествия на престол повел войско в византийские пределы. Преодолев слабый отпор, сербы заняли ряд городов и крепостей в современной Македонии, что вызвало воодушевление властелы. Таким образом, успешный военный поход укрепил положение Милутина в стране.
По мнению Желько Файфрича, завоевания Милутина в Македонии стали продолжением политики Стефана Немани, который стремился расширить Сербию как раз в южном направлении, за счет земель Византийской империи. В завоеванных областях он изгнал местную знать из числа греков. Поход сербской армии оставил сильное впечатление на византийцев, они считали, что после завоевания Македонии Милутин двинется непосредственно на Константинополь. Однако этого не произошло. Организовав управление завоеванными городами, Милутин вернулся в свою резиденцию.
В том же году Милутин развелся со своей женой Еленой. Вероятно, причиной развода стало его стремление заключить брак с представительницей какой-либо правящей династии. Его выбор пал на одну из дочерей правителя Фессалии Иоанна I Дуки, который также воевал с Византией и чьи действия серьезно облегчили сербские завоевания в Македонии.

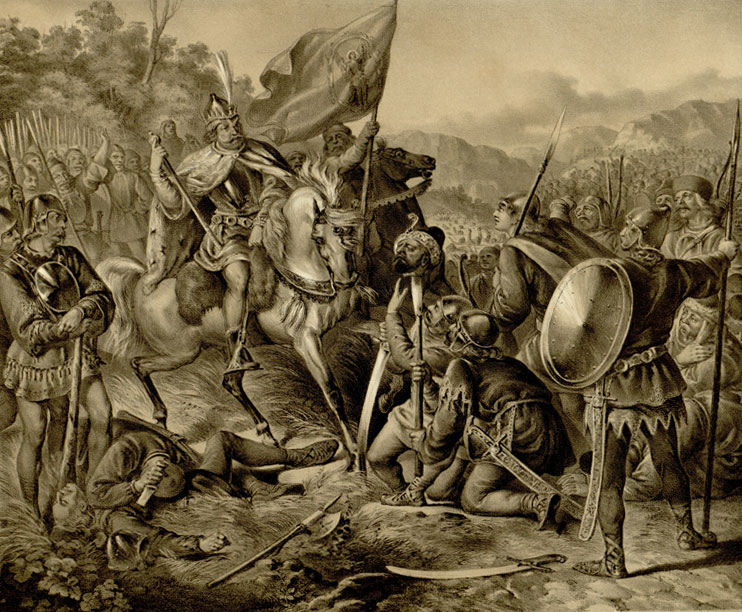
Победа Милутина над татарами, литография Анастаса Йовановича, 1852

Византийский император Михаил VIII Палеолог тем временем подготовил контрнаступление. Он собрал большую армию, укомплектованную наемными отрядами из числа татар, турок, норманнов, болгар, англичан, русскими дружинами и т. д., и лично возглавил её в походе. 11 декабря 1282 года, через три дня после выступления в поход, император скончался близ Родосто. Его сын Андроник II Палеолог не хотел отказаться от нападения на Сербию, но поменял план боевых действий. Войско продолжило наступление в несколько изменённом составе: теперь его основу составляли татары. Возможно, Андроник II опасался, что от длительного бездействия те начнут грабить собственно византийские земли. Вторгшись в сербские пределы, византийская армия разделилась на несколько отрядов, часть из которых дошла до Призрена и Липляна. Тем временем один крупный отряд татар был разбит при попытке переправиться через реку Дрин, после чего остальные спешно вернулись на византийскую территорию.

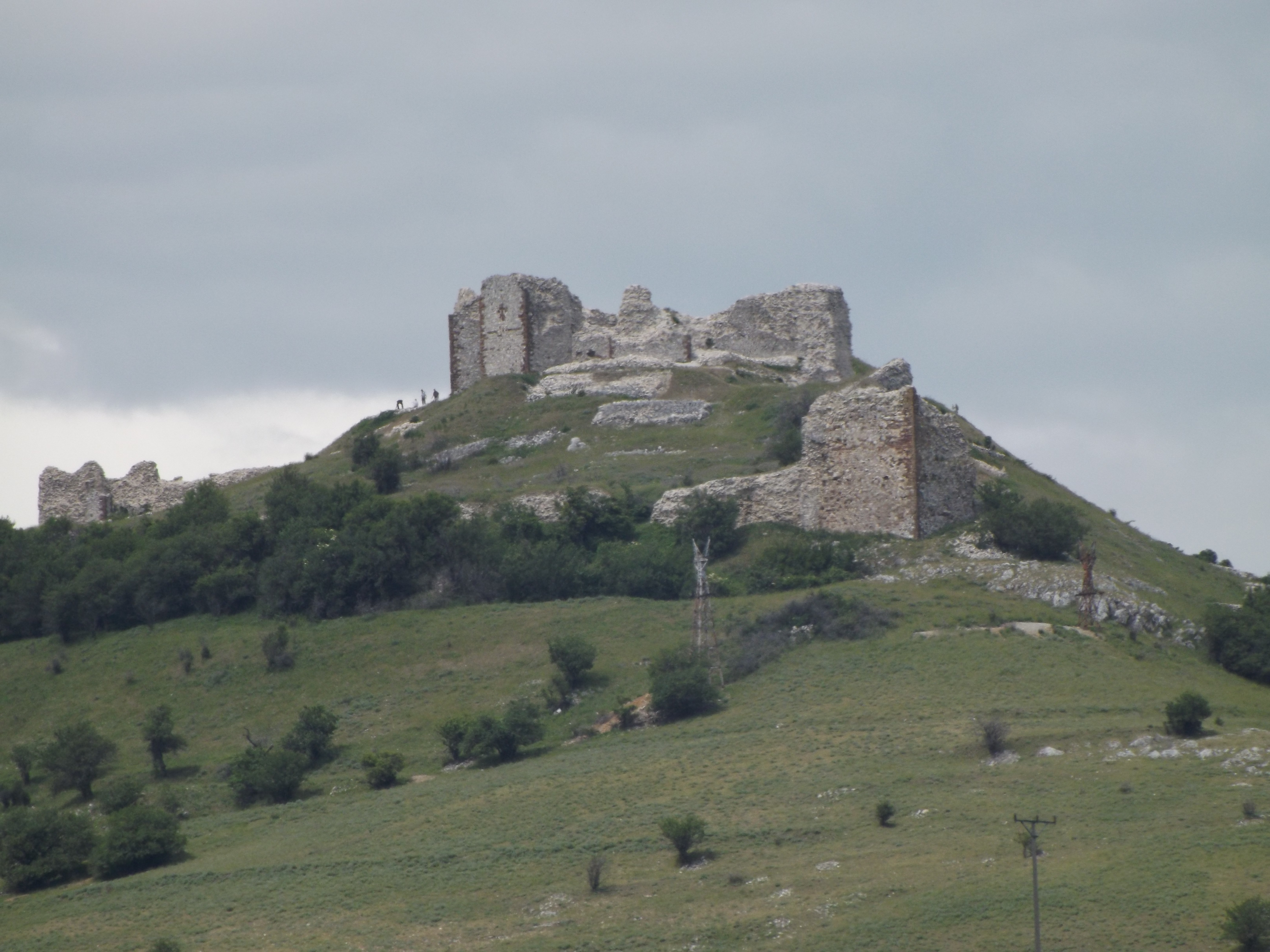
Крепость Ново-Брдо, воздвигнутая Милутином в 1285 году

Отступление отрядов наемников позволило Милутину начать ещё один поход против Византии. Присоединиться к нему он пригласил своего брата Драгутина, который привел крупное войско. Осенью 1283 года объединенная армия Милутина и Драгутина заняла часть Македонии и достигла берегов Эгейского моря, захватив по пути множество городов и крепостей. Это был на тот момент один из самых крупных походов сербской армии. Так как византийцы практически не оказывали сопротивления, Милутин позволил Драгутину вместе с армией вернуться в его владения, а сам продолжил завоевание византийских земель В следующем году сербская армия захватила Пореч, Кичево и Дебар. После этого граница между Сербией и Византией проходила по линии Струмица — Просек — Прилеп — Охрид — Круя. Для её охраны Милутин выделил часть войска, во главе которого поставил византийского перебежчика Котаницу.
В 1283 году Милутин расторг свой недолгий брак с дочерью фессалийского севастократора, которая родила ему сына Константина, и женился на венгерской принцессе Елизавете, которой тогда было около 30 лет. Браку противилось православное духовенство, так как перед этим Елизавета жила в монастыре в Буде, а кроме того она была родной сестрой Каталины — жены Стефана Драгутина. Милутину удалось убедить православных иерархов одобрить свадьбу, и спустя некоторое время у него родилась дочь Зорица. В 1284 году он развелся с Елизаветой, вернувшейся в монастырь, и женился на Ане Тертер, дочери болгарского царя Георгия I Тертера.
Вскоре Милутин оказался вовлечен в конфликт своего брата Драгутина с болгарскими феодалами Дрманом и Куделином. По происхождению болгары или половцы, Дрман и Куделин утвердили свою власть в Браничеве в начале 1280-х годов и совершали грабительские экспедиции в соседние земли, главным образом в Мачву, принадлежавшую Драгутину. Опираясь на мощную крепость Ждрел-на-Млави, братья чувствовали себя в безопасности и не опасались возмездия со стороны правителей разоренных земель. Венгерские войска неоднократно предпринимали походы против них, но каждый раз были вынуждены отступить, а в 1285 и вовсе были разбиты в ведущем к крепости ущелье. Крупный поход против Дрмана и Куделина предпринял и Стефан Драгутин. По предположению Желько Файфрича, он хотел упредить очередное вторжение братьев в свои земли и, разбив их, присоединить Браничево к собственным владениям. Однако поход окончился разгромом сербского войска. Когда остатки посланной Драгутином армии покинули область Браничева, Дрман и Куделин наняли половецкие и татарские отряды, с помощью которых разорили значительную часть владений Драгутина. В результате Драгутин обратился за помощью к Милутину, напомнив о том, что и сам помог ему в войне с Византией, и объединенное войско смогло покорить Браничево к 1290 году, после чего область была присоединена к владениям Драгутина.

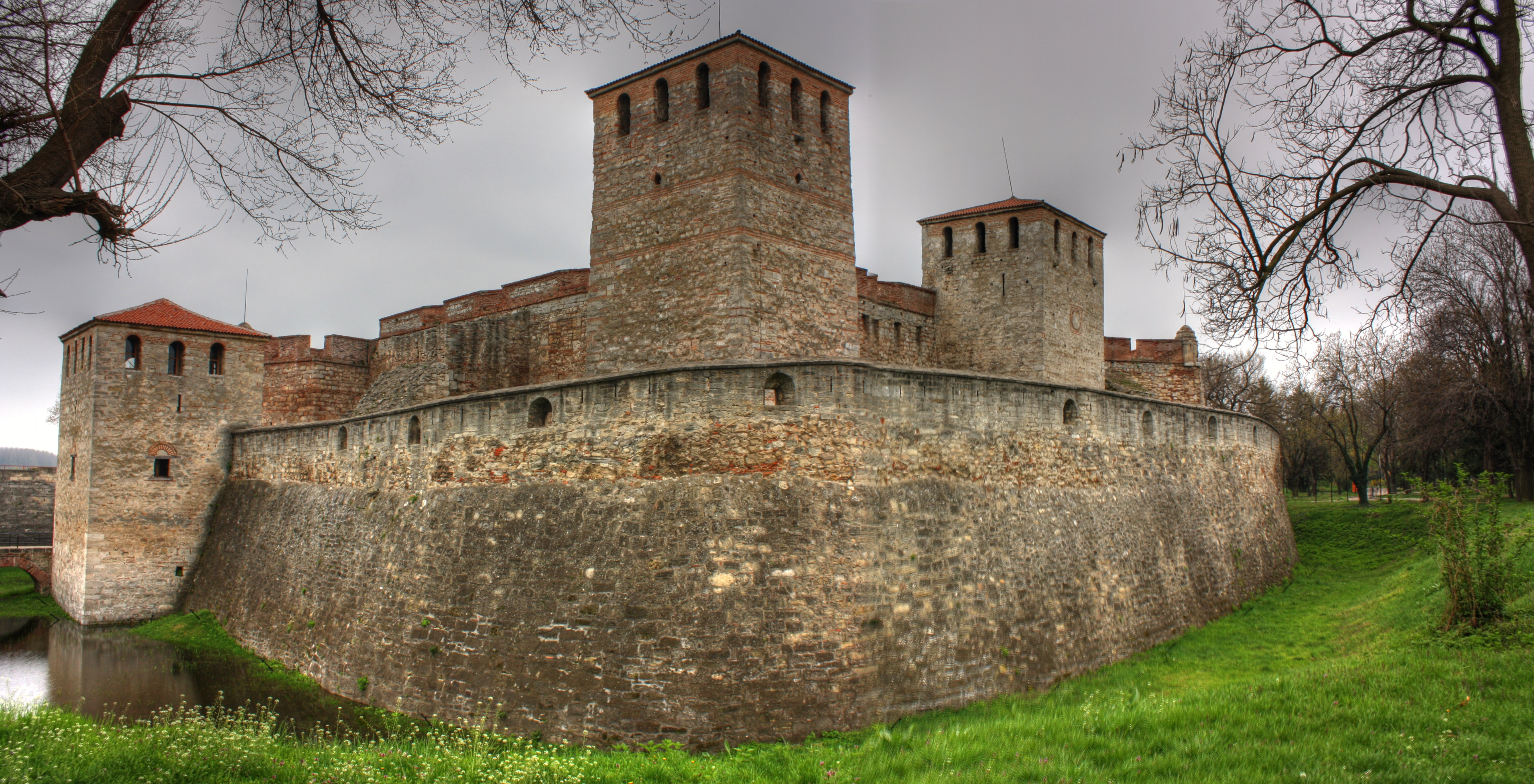
Видинская крепость

В ответ на захват Браничева в Сербию вторгся правитель Видинского деспотата Шишман. Точные причины этого неизвестны. Возможно, Шишман был как-то связан с Дрманом и Куделином. По другой версии, атаковать сербов приказал его сюзерен хан Ногай, так как Дрман и Куделин также были его вассалами. Вторжение стало полной неожиданностью для Милутина, и войско Шишмана дошло до Печа. Здесь оно было атаковано сербской армией и разгромлено. Сам Шишман бежал в Видин, а когда Милутин осадил город, переправился на лодке через Дунай. Оставленный правителем Видин сдался сербам. Согласно Желько Файфричу, Милутин хотел разорить город, однако быстро согласился на предложенные Шишманом переговоры. В результате Шишман стал вассалом сербского короля и получил обратно все свои владения. Мир был скреплен браком его дочери с одним из сербских феодалов по имени Драгаш. Спустя некоторое время Милутин выдал свою дочь Ану за сына Шишмана Михаила. Эта свадьба серьезно улучшила отношения между двумя странами и обезопасила владения Милутина с востока.
Мир продержался недолго. Хан Ногай, возмущенный потерей трех вассалов (Дрмана, Куделина и Шишмана) и укрепившимися отношениями Милутина и Шишмана, стал готовить поход на Сербию. Основу его крупной армии составила татарская и половецкая кавалерия. Узнав о готовящемся нападении, Милутин отправил в ставку Ногая посольство, которое прибыло в момент, когда армия начала выступление. Детали переговоров неизвестны, однако послам удалось убедить Ногая, что Сербия не претендует на те земли, которые хан считал своими или находящимися в своей сфере влияния. Ногай поверил послам и отказался от вторжения. В качестве гарантий он потребовал от сербского короля заложников. Из Сербии в 1292 или 1293 году в его ставку прибыли сын Милутина Стефан и дети ряда крупных феодалов. В заложниках они провели около семи лет и сумели бежать только после гибели Ногая в 1299 году.

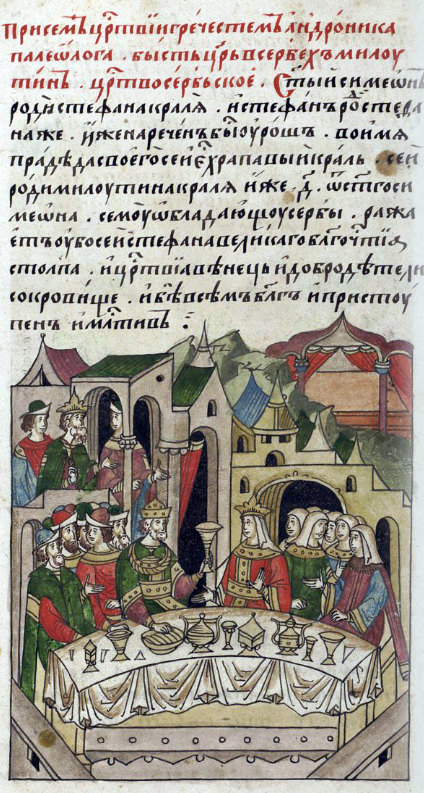
Свадьба Милутина и Симониды. Миниатюра из Лицевого летописного свода

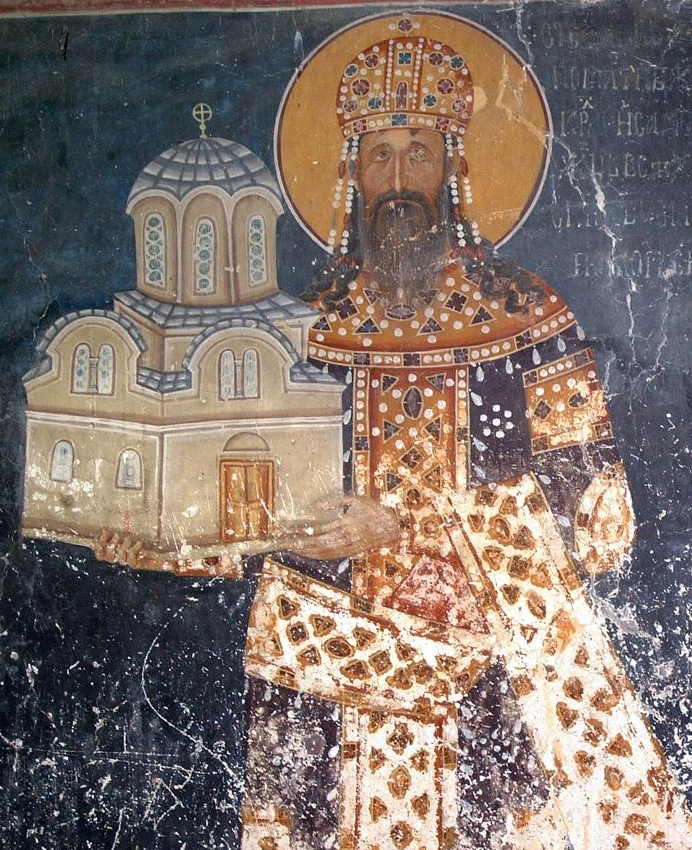
Король Милутин, фреска из монастыря Студеница

С момента переговоров с Ногаем и до его гибели Милутин не предпринимал крупных внешнеполитических акций. Исключением был захват Драча, произошедший в 1294 или 1296 году, который ранее занял византийский гарнизон. Формально воюя друг с другом, Сербия и Византия до 1297 года не предпринимали масштабных военных вторжений, обе стороны ограничивались грабительскими набегами на приграничные земли. Это положение было нарушено в 1297 году, когда византийский полководец Михаил Главас вторгся в Сербию во главе крупной армии, но был разбит. Поражение Главаса, а также желание заключить мирный договор, вынудило византийского императора Андроника II начать переговоры. Это отвечало и интересам Милутина, который стремился закрепить за собой завоевания 1284 года. Однако значительная часть властелы, которую мир лишал возможности грабить византийские области и богатеть на войне, не поддержала короля. Андроник II предложил Милутину в качестве невесты свою сестру Евдокию, на что сербский король согласился, рассматривая этот брак как важный политический шаг. Но сама Евдокия категорически отказалась выходить замуж за Милутина. Тогда византийский император предложил королю Сербии свою пятилетнюю дочь Симониду, но с условием, что до достижения совершеннолетия она будет жить при дворе отца в Константинополе. Это вызвало болезненную реакцию среди православного духовенства в Сербии и Византии, мать Милутина Елена также выступала против этого брака. Однако Милутин согласился и даже послал византийцам свою бывшую жену Ану Тертер в качестве заложницы, а также выдал им перебежчика Котаницу, который много лет возглавлял сербское войско, охранявшее границу. В ответ Византия признала сербские завоевания в Македонии.
Примирение с Византией, положившее конец длительному конфликту и закрепившее за Сербией территориальные приобретения в Македонии, ослабило позиции Милутина в стране. Значительная часть властелы, выступавшая за агрессивную политику против Византии, стала склоняться на сторону Стефана Драгутина, правившего в Среме. О том, как действовал в этот период сам Драгутин, доподлинно неизвестно. По мнению Желько Файфрича, к тому времени он понял, что Милутин собирается оставить трон своему сыну Стефану, а не сыну Драгутина Владиславу. Около 1301 года между Драгутином и Милутином начались боевые действия. К этому моменту Драгутин оказался вовлечен также в конфликт из-за венгерского престола. События в Венгрии, на помощь которой он опирался ранее, не позволяли ему бросить все силы на борьбу с братом, в то время как Милутин получил военную помощь от византийского императора. В 1302 году Милутин завладел серебряными копями в Руднике, и вскоре стороны заключили мир, нарушенный уже в следующем году. Война велась в течение десяти лет. Ряд ученых относит её окончание к 1312 году, в то время как Мавроматис указывает на 1314 год. Несомненно, что периоды боевых действий перемежались с моментами мира. Военные действия представляли собой осады крепостей, а не сражения в открытом поле. Милутин сумел удержать престол, так как сохранил контроль над серебряными рудниками, которые в условиях потери лояльности значительной части властелы позволили ему содержать наемную армию.

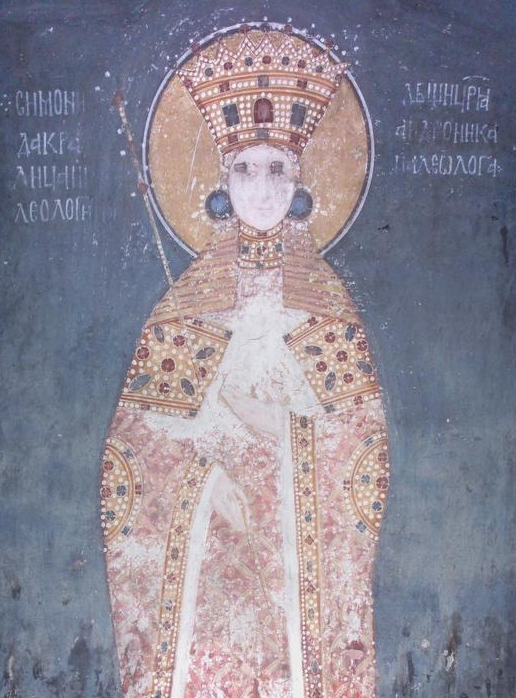
Королева Симонида, фреска из монастыря Грачаница

Монастырь Грачаница, основанный Милутином

Мирные переговоры велись при посредничестве представителей Сербской православной церкви. Условия мирного договора не сохранились до нашего времени. Предполагается, что отношения между двумя правителями вернулись к довоенному состоянию, Драгутин вернул себе утраченные территории, в том числе Рудник. Споры среди исследователей вызывает вопрос об объявлении по итогам войны наследником престола сына Драгутина Владислава.
В 1314 году против Милутина восстал его сын Стефан Дечанский. Вокруг него в предшествующие годы группировалась та часть властелы, которая была недовольна внешней политикой Милутина. Точно неизвестно, почему Стефан выступил против отца. По одной из версий, которой придерживались сербские летописцы того времени, на бунт его подбила окружавшая его знать. По другой версии, Стефан опасался, что Милутин не назначит его наследником, так как расторг брак с его матерью Аной Тертер. Это, фактически, превратило Стефана Уроша во внебрачного сына, не имеющего прав на престол. Однако Милутин отправил его наместником в Зету, которой традиционно управляли наследники сербского престола.
И Стефан, и Милутин начали собирать войска. Милутин мобилизовал большую армию и вторгся в Зету. В то же время силы его сына серьезно уменьшились, так как часть ранее поддерживавших его феодалов перебежала из его лагеря вместе со своими отрядами к Милутину. Войска встретились на реке Бояне, однако до битвы не дошло. Король предложил своему сыну переговоры. Стефан, понимавший, что его дело проиграно, встретился с отцом и попросил прощения. По окончании переговоров Милутин приказал схватить его и отвезти в Скопье. Стефан должен был быть ослеплён и затем вместе с женой и двумя сыновьями отослан в Константинополь. Между тем, он не потерял зрение. Возможно, палач был подкуплен и не коснулся глаз.

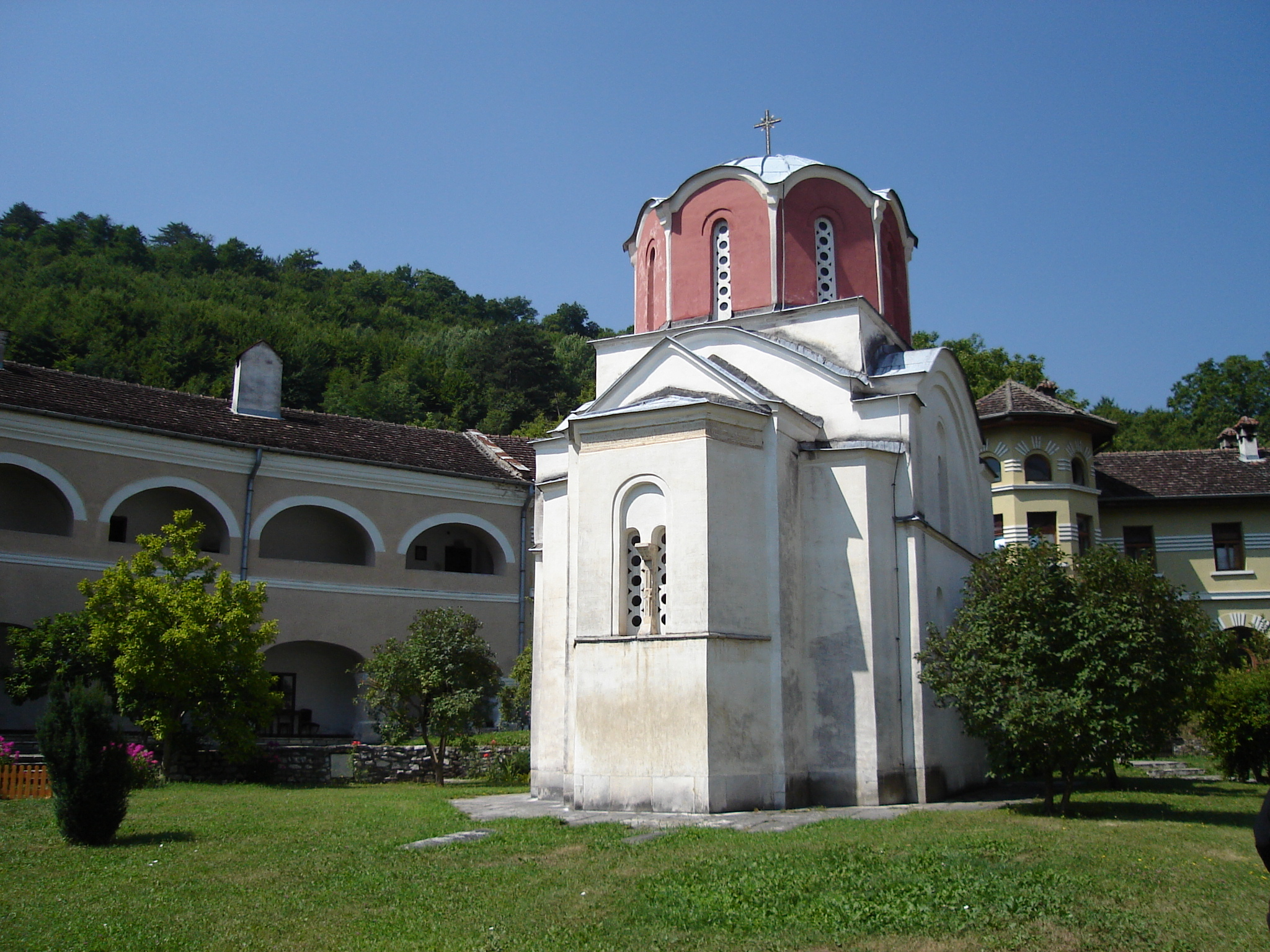
Церковь в монастыре Студеница, воздвигнутая Милутином

После подавления восстания к Милутину в его резиденцию в Паунполье близ Урошеваца прибыл его брат Драгутин. Встреча двух правителей прошла в дружественной обстановке и, по мнению Желько Файфрича, между Милутином и Драгутином после этого больше не было противоречий. Драгутин умер 12 марта 1316 года и был похоронен в монастыре Джурджеви-Ступови близ Нови-Пазара. Вскоре войска Милутина заняли большую часть его владений, за исключением Мачвы и Белграда, которые в 1319 году были захвачены венграми. Сын Драгутина Владислав был схвачен и брошен в темницу.

## Государственное устройство

### Административное деление
Основной административной единицей в Сербии эпохи Неманичей, как и в раннее средневековье, были жупы. В этот период они потеряли права самоуправления и полностью находились во власти государства и феодалов. Однако в жупах ещё сохранялись некоторые остатки общинных прав. Имелись леса, пастбища, водоемы, которыми совместно пользовалось все население жупы. Последнее несло коллективную ответственность за совершенные на территории жупы преступления. Если жупа или большая часть её принадлежала какому-либо феодалу, он управлял ею как своим владением. В ином случае жупы управлялись государственными чиновниками — кефалиями. Основной функцией феодалов-жупанов и кефалий был сбор налогов и обеспечение выполнения повинностей населением жупы. Они имели свой аппарат, на содержание которого взимался особый налог с населения. Пограничные районы государства (краишта) управлялись феодалами-краишниками, основной обязанностью которых была охрана пограничных территорий.

### Войско
Военная обязанность в Сербии ложилась на все население. Каждый феодальный владетель, городские и сельские общины должны были выставлять и снаряжать определённое число воинов в феодальное ополчение. От военных повинностей были освобождены только монастырские крестьяне. Кроме феодального ополчения, состоявшего из конницы и стрелков, в XIV веке сербские правители обычно имели наемное войско, в котором служили иностранцы. Находясь на содержании королей, наемное войско было их опорой в борьбе с непокорной властелой и нередко решало исход военных сражений. Сербские ополченцы, особенно стрелки, были опытными в лесных и горных сражениях. Боевое оружие сербских воинов составляли копье, меч, палица (из дерева или металла), лук со стрелами. Для защиты использовались щиты, шлемы, кольчуги. К XIV веку относится появление на Балканах первых примитивных огнестрельных орудий, центром производства которых стал Дубровник.

## Социально-экономические данные

### Торговля
Развитие горного дела и рост товарности сельского хозяйства послужили основой для расширения в XIII—XIV вв. внутренней и в особенности внешней торговли. Дешевизна сельскохозяйственных продуктов и обилие руд привлекали к сербским землям внимание не только далматинских, но и итальянских торговцев. Они вывозили из Сербии металлы (в первую очередь серебро), зерно, мёд, воск, кожи, древесину. Ввозились в страну преимущественно предметы роскоши, шедшие на удовлетворение возросших потребностей феодалов (дорогие ткани, ювелирные изделия и др.), а также соль, грубые ткани и дешевые украшения, имевшие сбыт у всего населения. В некоторых городах, например в Призрене, существовали рынки и ярмарки, где продавались местные и иностранные товары. Еженедельные торги и ежегодные ярмарки нередко собирались около монастырей, а также в крупных феодальных владениях. На них преимущественное право продажи имели духовные и светские феодалы, торговавшие скотом, зерном, вином и другими излишками своего производства.
Среди иноземных купцов, которые, как говорилось выше, сосредоточивали в своих руках главные позиции в сербской торговле, преобладали купцы из Дубровника. По договору 1186 года дубровницкие купцы получали право свободно торговать в сербских землях. Торговые привилегии дубровчан в дальнейшем были закреплены в ряде договоров с сербскими правителями. По этим грамотам дубровчане получали широкие юридические права в Сербии: им обеспечивалось возмещение причинённого ущерба и защита от неправильного взимания пошлин, несправедливости властей; они имели собственный суд. Итальянские и византийские купцы в сербских землях были менее активны, чем дубровчане, но и они пользовались торговыми привилегиями, которые, кроме специальных договоров, подтверждались и в Законнике Стефана Душана.
Внешняя торговля Сербии в период всего средневековья тяготела к Адриатике. Торговые пути связывали сербские земли с далматинским побережьем, Боснией, Венгрией, австрийскими владениями, территорией современной Македонии, Албанией и греческими землями. Важной торговой артерией был и старый римский путь, шедший от Дуная по Мораве к Нишу и оттуда через Болгарию в Константинополь. В Нише от этого пути отделялись две дороги одна из которых шла через Скопье в Салоники, а другая — к Адриатическому побережью.

### Горное дело
В середине XIII века, спустя несколько лет после монголо-татарского нашествия на страны Восточной Европы, в Сербии появились саксонцы — германские горняки и рудокопы. По предположению Симы Чирковича, они прибыли из Венгрии. По другой версии, они переселились в Сербию с территории современной Словакии. Саксонцы владели особыми технологиями добычи металлов, и в Сербии они занялись производством серебра, меди и свинца. В некоторых основанных ими рудниках производили также сплав золота и серебра. Первым рудником саксонцев стал Брсково близ города Мойковац. К началу XIV века их число достигло семи, а к середине столетия в стране было несколько рудных бассейнов, каждый из которых объединял определённое число рудников. Дольше других функционировали Рудник близ одноименного города, Трепча близ Косовска-Митровицы, Янево неподалеку от Приштины и Ново-Брдо между Приштиной и Гниляном.
Если немцы выступали в качестве мастеров и технологов, то сербы на рудниках были рабочими, а также занимались их снабжением всем необходимым. Спустя некоторое время они ассимилировали немецких мастеров и саксонцами стали называть всех горняков и жителей их поселений. От саксонцев сербы переняли германскую терминологию и горное право, которые впоследствии использовались в сербских и турецких сводах законов.
Продукция рудников была собственностью короля. Сами рудники выплачивали налог «урбуру» в королевскую казну в размере 19 %. Кроме того, вывозимые из страны металлы облагались таможенной пошлиной.

### Денежная система
Широкая добыча серебра позволила королям начать чеканку собственной монеты из этого металла, которая получила распространение и за пределами Сербии. Между тем, сведения о первых серебряных монетах указывают на их производство ещё до прибытия в Сербию германских рудокопов. Сербские перперы в источниках датируются ещё 1214 годом, однако до сих пор они не были обнаружены археологами. Спустя несколько лет, во время правления короля Радослава, в стране началась чеканка медных денег по образцу эпирской династии Ангелов, которые чеканили монету в Салониках. Выпуск собственных денег Сербией также свидетельствует о серьезном упадке Византии, которая ранее сохраняла монополию на производство монет в этом регионе.
Постоянная чеканка серебряных монет началась при правлении короля Уроша I и продолжалась вплоть до распада единого государства во второй половине XIV века. За образец были приняты монеты (гроши) Венеции, их сербские аналоги копировали вес, а также расположение изображений на монетах. Названия денег заимствовались сербами как из стран Западной Европы (динар, грош), так и из Византии (перпера, аспра). Кроме соседних с Сербией стран отчеканенные в ней динары археологи находили также в Италии и Греции, что свидетельствует об их широком хождении в Европе.

### Литература

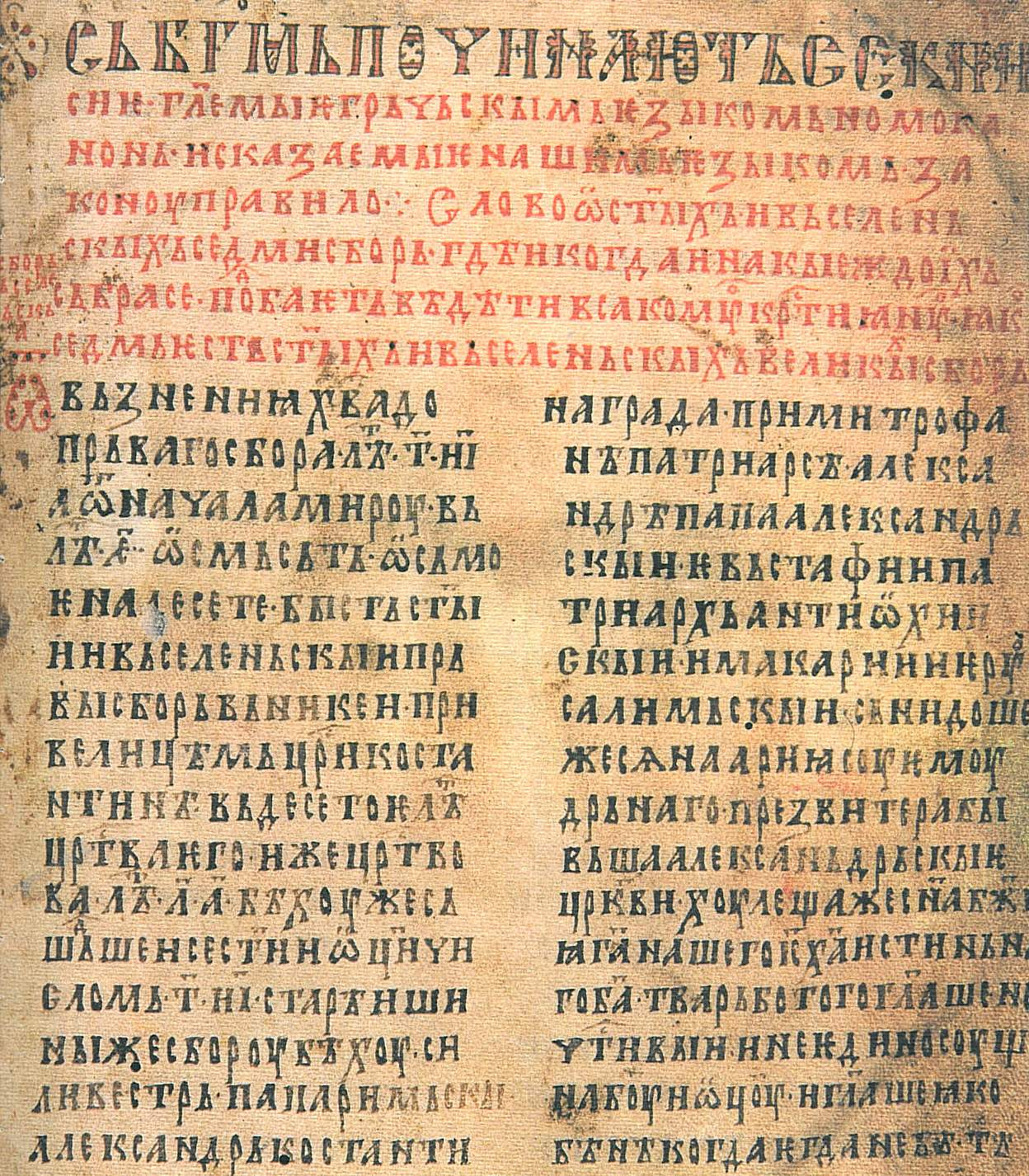
Законоправило Святого Саввы, Иловицкая кормчая 1262 года.

## Культура

### Зодчество

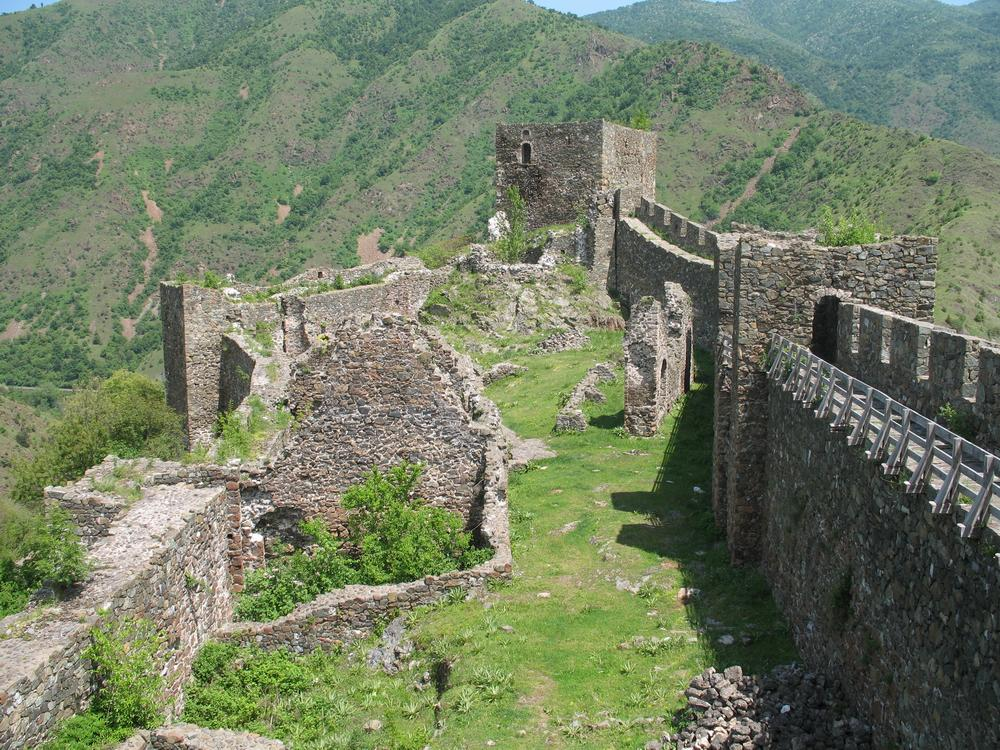
Крепость Маглич

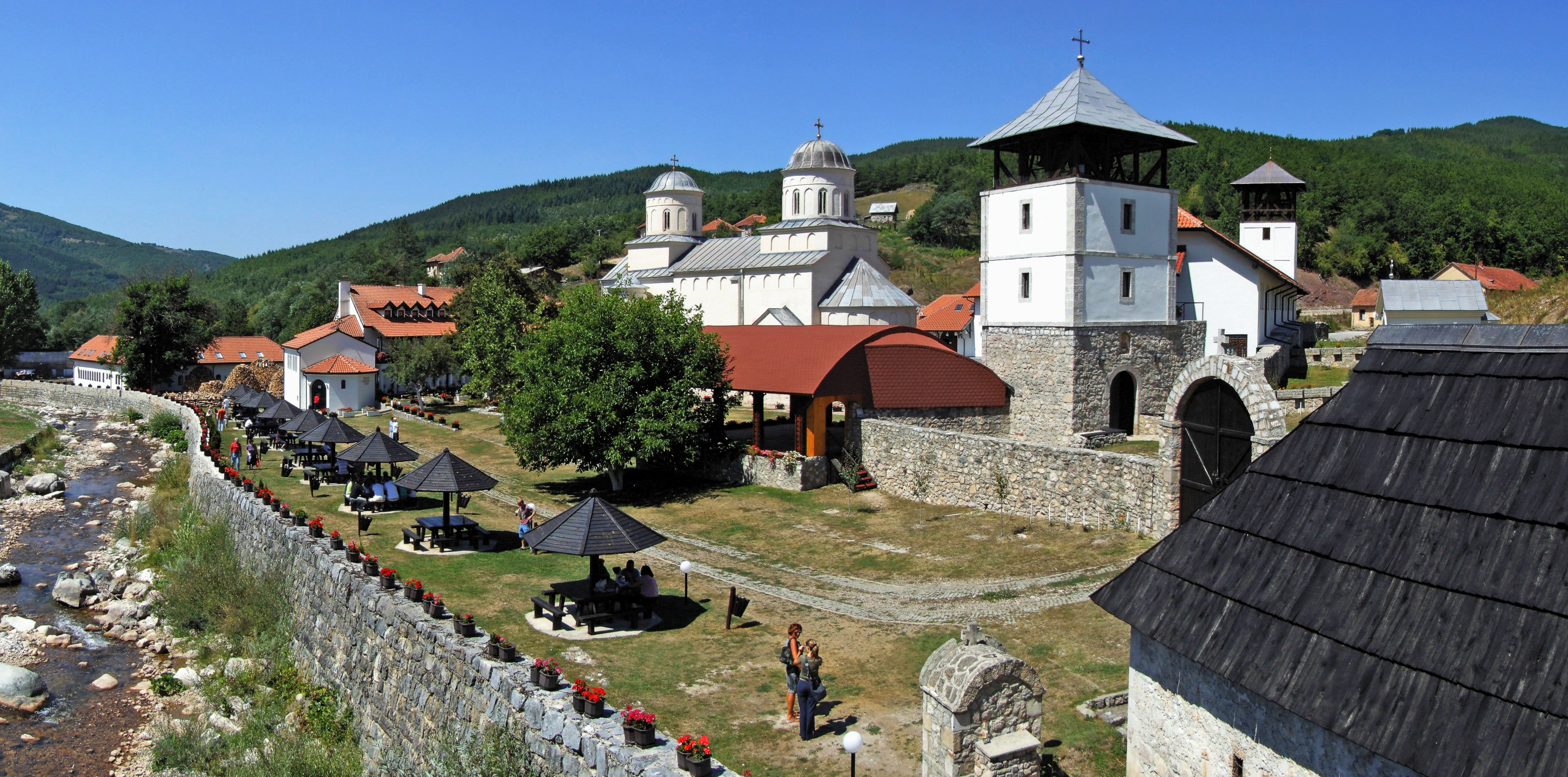
Монастырь Милешева

К концу XII века в Сербии сформировалась архитектурная школа, получившая название рашской. Она характеризуется своеобразным типом храма с вытянутым продольным нефом, который был увенчан куполом на высоком барабане. Церкви строились из крупного камня и в ряде случаев облицовывались мрамором. Снаружи мастера украшали их богатой каменной резьбой. К памятникам рашской школы относятся церкви в Жиче, Милешеве и Сопочанах.
Кризис государства и его фактический распад серьезно сказались на развитии зодчества. Во второй половине XIV века оно практически замерло во многих районах страны. Только в северных областях продолжилось развитие архитектуры, где сложилась моравская школа зодчества. Она опиралась на архитектурные решения предшествующего периода, но также использовала ряд новшеств. Постройки уже не были такими же монументальными и цельными, как и прежде, однако строились с более богатой отделкой. Каменная резьба порой раскрашивалась. Среди памятников моравской школы особенно выделяются церковь князя Лазаря в Крушеваце и церковь монастыря Каленич.
Также часто строились задужбины — монастырские церкви, которые строились по заказу знати «за душу» — во спасение души.

### Декоративно-прикладные искусства
В Средневековой Сербии декоративно-прикладное искусство получило значительное развитие.
Сербские средневековые книги богаты миниатюрами. Одной из первых украшенных миниатюрами книг стало евангелие, предназначенное брату Немани хумскому князю Мирославу. Работу над ним провел дьяк Григорий. Инициалы декорированы антропоморфными и зооморфными образами, а также растительным орнаментом. В XIII в. миниатюрист Феодор Спан украсил Призренское евангелие. Другим выдающимся примером служит Мюнхенская (сербская) псалтырь, которая была создана в конце XIV века и насчитывающая более 150 миниатюр. Она принадлежала деспоту Джураджу Бранковичу. Православный крестьянин Хвал из Боснии иллюстрировал псалтырь, ныне хранящийся в Болонье. Последним известным сербским миниатюристом того времени стал Владислав Грамматик из города Ново-Брдо, который в 1469 году в монастыре Матейча украсил сборник, посвящённый Димитрию Кантакузину. В настоящее время сборник хранится в Загребе.

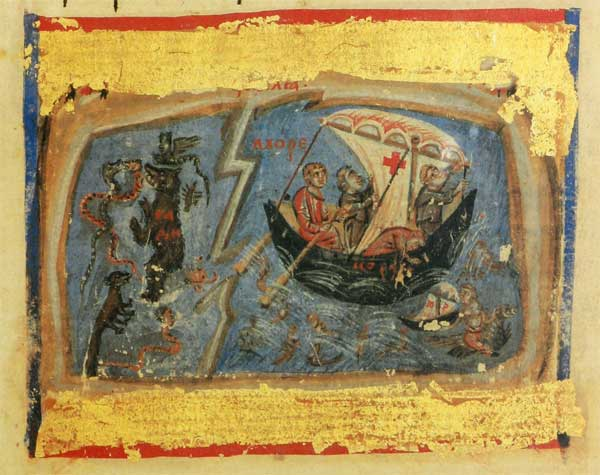
Земля и море
из «»

Миниатюры в средневековой Сербии изображались в книгах, грамотах и свитках. Сохранилась лишь одна грамота, украшенная миниатюрой. До конца XIV века миниатюры создавались в основном на пергаменте, позднее — на бумаге. Орнамент, располагавшийся в начале текста, получил название заставки (с конца XI века); изображение лиц называлось «образами». Первым известным сербским художником считается дьяк по имени Григорие, украсивший Мирославово евангелие. Часто миниатюристы совмещали профессию художника и книжника. В собственных записях они оставили биографические данные о себе. Так, миниатюрист и переписчик Теодор в 1263 году подробно написал о своих невзгодах на Афоне и Солуни.
В изображениях нередко сочетаются люди, звери и птицы. Миниатюры в большом количестве сохранили изображения правителей и знати средневековой Сербии, которые по художественному исполнению не уступают портретам Византии. Восточное влияние отражает «Призренское Евангелие». Мирославово евангелие содержит инициалы и 296 миниатюр, выполненных в красном, зелёном, жёлтом цветах, а также в золоте. Особняком стоит «Хвалов сборник» 1404 года с миниатюрами, исполненными в готическом стиле далматинского искусства начала XV века.
В Сербии эпохи Неманичей было популярно шитье. Как правило, шили на красном шелке, используя шелковую, золотую или серебряную нить. Монахиня Евфимия вышила завесу царских врат иконостаса монастыря Хиландар, на которой изображен Христос как Великий Архиерей. Рядом с ним создатели литургии Иоанн Златоуст и Василий Великий. В конце XIV или в начале XV века монахиня Анна вышила на завесе из красного атласа двенадцать великих церковных праздников.
В Рашке было развито горное дело и добыча металлов, что способствовало развитию металлообработки. Известны мастера, создававшие золотые и серебряные оклады для икон. Производились серьги, броши, перстни, на которых часто изображались животные — от павлинов до львов. Также сохранились работы, выполненные по технике эмали и филиграни, однако доподлинно неизвестно, были ли они произведены в Сербии или привезены из-за границы.

### Музыка
При Неманичах в Сербии получило развитие церковное пение. Оно играло большую роль в сербской музыкальной культуре, имея, в основном, греческое происхождение. Оно оказывало влияние на славянские напевы, а те, в свою очередь, влияли на обрядовую музыку.
До наших дней дошли нотные записи авторства Николы, Исайи и Стефана Серба. Распространение получила и светская музыка, о чём свидетельствуют фрески того времени. Танцоры, музыканты и затейники именовались «свиральниками» (дудочниками), «глумцами» (лицедеями) и «прасковниками». Во время коронации Стефана Первовенчанного играли на барабанах и гуслях. Милутина приветствовали песней, а деспота Стефана Лазаревича, нелюбившего шумные веселья — трубами. Стефан Душан обменивался музыкантами с Дубровником. Сохранились сведения, что там в 1335 году играл сербский музыкант Драган из Призрена. В Рашке были популярны барабаны, роги, трубы, лютни, флейты. Среди танцев особенно выделялся коло.